# 10 Jahre Wild und Frei
10 Jahre Wild und Frei è il terzo album dal vivo del gruppo musicale tedesco Saltatio Mortis, pubblicato nel 2011.
Il motivo per cui questo terzo live è stato pubblicato solo un annetto dopo "Manufactum II", secondo album live del gruppo, è stato appunto, come riporta il titolo, per celebrare i 10 anni di nascita dalla fondazione della band. Infatti, proprio per questo motivo, è stato registrato anche un DVD annesso al CD, contenente il concerto in Germania, con molte più canzoni rispetto all'album.
Da questo album in poi, i membri del gruppo diventano nuovamente otto e tutti permanenti, senza più turnisti o appoggi per i soli concerti ed album live.

## Tracce
1. Tritt Ein – 4:27
2. Tod Und Teufel – 3:57
3. Wirf Den Ersten Stein – 3:18
4. Das Kalte Herz – 4:04
5. Worte – 4:37
6. Koma – 4:04
7. Daedalus – 4:45
8. Letzte Worte – 4:42
9. Manus Manum Lavat – 4:00
10. Nichts Bleibt Mehr – 3:54
11. Varulfen – 4:46
12. Salome – 5:55
13. Prometheus – 7:03
14. Wir Säen Den Wind – 4:47
15. Uns Gehört Die Welt – 3:58
16. Falsche Freunde – 5:25
17. Spielmannsschwur – 4:47

## Formazione
- Alea der Bescheidene - voce, cornamusa, ciaramella, arpa, Didgeridoo, bouzouki irlandese, chitarra
- Lasterbalk der Lästerliche - batteria, tamburi turchi, tamburi, timpani, percussioni, programmazione
- Falk Irmenfried von Hasen-Mümmelstein - voce, cornamusa, ciaramella, ghironda
- El Silbador - cornamusa, ciaramella, uilleann pipes, low whistle, biniou
- Bruder Frank - basso elettrico, Chapman Stick
- Herr Samoel - arpa, chitarra
- Jean Méchant der Tambour - batteria, percussioni
- Luzi Das-L - cornamusa, ciaramella, tromba marina, bouzouki